# Helmask

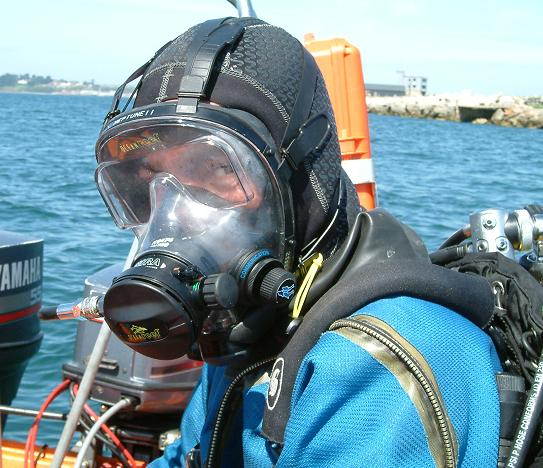
En dykare med helmask

En helmask är en dykmask som inte bara går ner över näsan utan även över munnen. Detta innebär att en helmask även innehåller en regulator. Helmasker finns i flera olika versioner, en del med inbyggda mikrofoner och hörlurar för att kunna kommunicera under vattnet. Helmasker används oftast av yrkesdykare.